# 34837 Berilsaygin
34837 Berilsaygin è un asteroide della fascia principale. Scoperto nel 2001, presenta un'orbita caratterizzata da un semiasse maggiore pari a 2,2516832 au e da un'eccentricità di 0,1048669, inclinata di 5,51467° rispetto all'eclittica.